# Az Újpest FC 2002–2003-as szezonja
Az Újpest FC 2002–2003-as szezonja szócikk az Újpest FC első számú férfi labdarúgócsapatának egy szezonjáról szól, mely sorozatban a 91., összességében pedig a 97. idénye volt a csapatnak a magyar első osztályban. A klub fennállásának ekkor volt a 117. évfordulója.

## Mérkőzések
| Színmagyarázat | Színmagyarázat |
| -------------- | -------------- |
|                | Győzelem.      |
|                | Döntetlen.     |
|                | Vereség.       |

### UEFA-kupa
Selejtező
| 2002. augusztus 15. 18:15 |

| Klaksvík            | 2 – 2   | Újpest                                  |
| ------------------- | ------- | --------------------------------------- |
| Mørkøre 45' 53' 10' | (1 – 1) | Juhár 14' Farkas 68' Tamási 9' Móri 79' |

| Toftir Nézőszám: 300 Játékvezető: Hubert Byrne (ír) |

| 2002. augusztus 29. 20:15 |

| Újpest                 | 1 – 0   | Klaksvík                                 |
| ---------------------- | ------- | ---------------------------------------- |
| Horváth 37' Kovács 45' | (1 – 0) | Djordević 45' Elttør 85' Andreasen 90+1' |

| Megyeri út, Budapest Nézőszám: 4 000 Játékvezető: Miezelis (litván) |

1. forduló
| 2002. szeptember 19. 20:45 |

| Paris Saint-Germain                        | 3 – 0   | Újpest                         |
| ------------------------------------------ | ------- | ------------------------------ |
| Ronaldinho 13' Pochettino 24' Cardetti 44' | (3 – 0) | Juhár 22' Szélesi 63' Móri 84' |

| Parc des Princes, Párizs Nézőszám: 29 000 Játékvezető: Dermot Gallagher (angol) |

| 2002. október 3. 19:00 |

| Újpest | 0 – 1   | Paris Saint-Germain         |
| ------ | ------- | --------------------------- |
|        | (0 – 0) | Benachour 61' Ogbeche 90+2' |

| Megyeri út, Budapest Nézőszám: 5 964 Játékvezető: Vidak (cseh) |

### Borsodi Liga 2002–03

#### Őszi fordulók
| 1. forduló 2002. július 27. |

| Dunaferr SE                                    | 3 – 1   | Újpest                                 |
| ---------------------------------------------- | ------- | -------------------------------------- |
| Bagoly 51' 72' Jäkl 90+4' Éger 48' Lengyel 69' | (0 – 1) | Tamási 39' 46' Rósa H. 51' Szélesi 87' |

| Dunaújváros Nézőszám: 3 220 Játékvezető: Kassai Viktor (magyar) |

| 2. forduló 2002. augusztus 2. |

| Újpest                           | 1 – 2   | MTK Hungária                                                    |
| -------------------------------- | ------- | --------------------------------------------------------------- |
| Móri 80' Slončík 58' Szélesi 69' | (0 – 1) | Juhász 26' Illés 90+1' Smiljanić 2' Molnár 58' Jezdimirović 79' |

| Megyeri út, Budapest Nézőszám: 4 000 Játékvezető: Szabó Zsolt (magyar) |

| 3. forduló 2002. augusztus 9. |

| Videoton                           | 1 – 2   | Újpest                                                 |
| ---------------------------------- | ------- | ------------------------------------------------------ |
| Lins 83' Tímár 5' Vasas 77′, 90+2′ | (0 – 1) | Juhár 2' Horváth 90' Kovács 34' Tamási 35' Vlaszák 62′ |

| Sóstói Stadion, Székesfehérvár Nézőszám: 2 500 Játékvezető: Szarka Zoltán (magyar) |

| 4. forduló 2002. augusztus 18. |

| Debreceni VSC                                          | 2 – 5   | Újpest                                                                |
| ------------------------------------------------------ | ------- | --------------------------------------------------------------------- |
| Șumudică 37' 89' 86' Selymes 12' Habi 15' Szekeres 58' | (1 – 2) | Tokody 10' Horváth 43' 60' Kovács 77' Móri 82' Slončík 25' Farkas 45' |

| Oláh Gábor utcai stadion, Debrecen Nézőszám: 7 200 Játékvezető: Bede Ferenc (magyar) |

| 5. forduló 2002. augusztus 24. |

| Újpest                 | 2 – 2   | Győri ETO                                               |
| ---------------------- | ------- | ------------------------------------------------------- |
| Kovács 64' Horváth 71' | (0 – 1) | Nyicsenko 45' 34' Semenik 90+3' Kartelo 18' Böjte 90+2' |

| Megyeri út, Budapest Nézőszám: 2 500 Játékvezető: Szabó Róbert (magyar) |

| 6. forduló 2002. szeptember 2. |

| Újpest                              | 0 – 2   | Zalaegerszegi TE                                       |
| ----------------------------------- | ------- | ------------------------------------------------------ |
| Tokody 40' Kunzo 51' Poljaković 68' | (0 – 2) | Babati 3' Kenesei 29' Csóka 43' Szamosi 61' Vincze 77' |

| Megyeri út, Budapest Nézőszám: 2 457 Játékvezető: Juhos Attila (magyar) |

| 7. forduló 2002. szeptember 14. |

| Újpest                                                                        | 3 – 0               | Ferencváros                        |
| ----------------------------------------------------------------------------- | ------------------- | ---------------------------------- |
| Kovács 62' 87' 61' Rósa H. 69' 14' Poljaković 10' Juhár 39' Korolovszky 90+1' | (0 – 0) Jegyzőkönyv | Kriston 16' Andone 18' Leondro 56' |

| Megyeri út, Budapest Nézőszám: 5 019 Játékvezető: Szabó Zsolt (magyar) |

| 8. forduló 2002. szeptember 22. |

| Siófok FC                                  | 3 – 2   | Újpest                     |
| ------------------------------------------ | ------- | -------------------------- |
| Lerant 19' (öngól) Kuttor 90' Pantic 90+3' | (1 – 1) | Tokody 13' 23' Horváth 62' |

| Révész Géza utcai stadion, Siófok Nézőszám: 2 000 Játékvezető: Makai János (magyar) |

| 9. forduló 2002. szeptember 28. |

| Újpest                                              | 4 – 2   | Kispest–Honvéd           |
| --------------------------------------------------- | ------- | ------------------------ |
| Juhár 10' Tokody 24' Kovács 85' Simek 87' Kunzo 48' | (2 – 0) | Borgulya 88' Piroska 90' |

| Megyeri út, Budapest Nézőszám: zárt kapus Játékvezető: Szarka Zoltán (magyar) |

| 10. forduló 2002. október 6. |

| Előre FC Békéscsaba | 1 – 3   | Újpest                                                   |
| ------------------- | ------- | -------------------------------------------------------- |
| Keresztúri 15'      | (1 – 2) | Horváth 10' 33' Poljaković 55' Korolovszky 59' Kunzo 83' |

| Kórház utcai stadion, Békéscsaba Nézőszám: 5 000 Játékvezető: Hajdó Attila (magyar) |

| 11. forduló 2002. október 19. |

| Újpest                                                       | 3 – 0   | FC Sopron  |
| ------------------------------------------------------------ | ------- | ---------- |
| Tamási 7' 18' Kovács 68' Szélesi 29' Vlaszák 38′ Horváth 56' | (2 – 0) | Perger 17' |

| Megyeri út, Budapest Nézőszám: 3 500 Játékvezető: Fábián Mihály (magyar) |

| 12. forduló 2002. október 26. |

| Újpest                                         | 2 – 1   | Dunaferr SE                            |
| ---------------------------------------------- | ------- | -------------------------------------- |
| Kovács 7' Tokody 34' 90+3' Kunzo 27' Posza 45' | (2 – 0) | Sowunmi 49' Bita 7' Éger 73' Buzás 74' |

| Megyeri út, Budapest Nézőszám: 1 500 Játékvezető: Sápi Csaba (magyar) |

| 13. forduló 2002. november 2. |

| MTK Hungária                                                     | 1 – 0   | Újpest                                           |
| ---------------------------------------------------------------- | ------- | ------------------------------------------------ |
| Ferenczi 84' Molnár 44' Rednic 58' Jezdimirović 65' Andronic 69' | (0 – 0) | Szélesi 9' Korolovszky 45' Rósa H. 47' Kunzo 76' |

| Hidegkuti Nándor Stadion, Budapest Nézőszám: 1 500 Játékvezető: Juhos Attila (magyar) |

| 14. forduló 2002. november 9. |

| Újpest                             | 2 – 1   | Videoton                    |
| ---------------------------------- | ------- | --------------------------- |
| Kovács 6' 18' Tamási 15' Kunzo 80' | (2 – 0) | Tóth N. 62' 63' Tóth B. 77' |

| Megyeri út, Budapest Nézőszám: 1 581 Játékvezető: Kiss Béla (magyar) |

| 15. forduló 2002. november 16. |

| Újpest                                     | 1 – 1   | Debreceni VSC                                 |
| ------------------------------------------ | ------- | --------------------------------------------- |
| Kovács 68' 83' Slončík 26' Korolovszky 45' | (0 – 0) | Kerekes 87' Kiss 12' Szekeres 45' Bernáth 75' |

| Megyeri út, Budapest Nézőszám: 3 000 Játékvezető: Makai János (magyar) |

| 16. forduló 2002. november 22. |

| Győri ETO                                                        | 1 – 3   | Újpest                                                                       |
| ---------------------------------------------------------------- | ------- | ---------------------------------------------------------------------------- |
| Baumgartner 83' Jovanović 5' Szanyó 36' Karabatić 60' Hucika 71' | (0 – 2) | Rósa H. 20' Horváth 32' Tokody 75' Farkas 48' Korolovszky 56' Poljaković 88' |

| Rába ETO Stadion, Győr Nézőszám: 1 500 Játékvezető: Kassai Viktor (magyar) |

| 17. forduló 2002. november 30. |

| Zalaegerszegi TE                               | 3 – 3   | Újpest                                                        |
| ---------------------------------------------- | ------- | ------------------------------------------------------------- |
| Sabo 17' 20' 39' 33' Faragó 46' Ljubojević 81' | (3 – 2) | Horváth 4' 61' Kovács 23' 28' Juhár 45' Szélesi 56' Simek 82′ |

| ZTE Aréna, Zalaegerszeg Nézőszám: 6 000 Játékvezető: Szarka Zoltán (magyar) |

#### Tavaszi fordulók
| 18. forduló 2003. március 8. |

| Ferencváros              | 1 – 0               | Újpest                                      |
| ------------------------ | ------------------- | ------------------------------------------- |
| Tököli 89' 47' Kapič 53' | (0 – 0) Jegyzőkönyv | Juhár 35' Tamási 47' Slončík 68' Kovács 87' |

| Üllői út, Budapest Nézőszám: 14 000 Játékvezető: Ábrahám Attila (magyar) |

| 19. forduló 2003. március 12. |

| Újpest                 | 1 – 1   | Siófok FC            |
| ---------------------- | ------- | -------------------- |
| Tamási 79' Szélesi 36' | (0 – 0) | Fülöp 68' Juhász 25' |

| Megyeri út, Budapest Nézőszám: 1 915 Játékvezető: Szarka Zoltán (magyar) |

| 20. forduló 2003. március 16. |

| Kispest–Honvéd                            | 1 – 4   | Újpest                                    |
| ----------------------------------------- | ------- | ----------------------------------------- |
| Torghelle 83' 24' Pandur 60' Bárányos 60' | (0 – 2) | Kovács 21' 90' Tokody 42' 58' Rósa H. 61' |

| Bozsik József Stadion, Budapest Nézőszám: 3 000 Játékvezető: Kassai Viktor (magyar) |

| 21. forduló 2003. március 22. |

| Újpest                                      | 2 – 0   | Előre FC Békéscsaba        |
| ------------------------------------------- | ------- | -------------------------- |
| Tokody 36' Rósa H. 63' Farkas 27' Simon 90' | (1 – 0) | Grujić 34' Szilveszter 73' |

| Megyeri út, Budapest Nézőszám: 2 446 Játékvezető: Solymosi Péter (magyar) |

| 22. forduló 2003. április 5. |

| FC Sopron               | 0 – 1   | Újpest                 |
| ----------------------- | ------- | ---------------------- |
| Balaskó 14' Majoroš 40' | (0 – 0) | Tamási 59' Vanczák 70' |

| Káposztás utcai Stadion, Sopron Nézőszám: 2 200 Játékvezető: Megyebíró János (magyar) |

| 23. forduló (rájátszás) 2003. április 12. |

| Újpest      | 0 – 0   | Siófok FC |
| ----------- | ------- | --------- |
| Rósa H. 69' | (0 – 0) | Soós 71'  |

| Megyeri út, Budapest Nézőszám: 2 031 Játékvezető: Szabó Róbert (magyar) |

| 24. forduló (rájátszás) 2003. április 18. |

| Győri ETO                                 | 0 – 0   | Újpest                                                  |
| ----------------------------------------- | ------- | ------------------------------------------------------- |
| Kartelo 3′, 34′ Herczeg 27' Jovanović 52' | (0 – 0) | Farkas 5' Tamási 18′, 63′ Tchuř 74' Simon 80' Juhár 90' |

| Rába ETO Stadion, Győr Nézőszám: 1 500 Játékvezető: Szabó Zsolt (magyar) |

| 25. forduló (rájátszás) 2003. április 23. |

| Ferencváros                               | 2 – 1               | Újpest                                                       |
| ----------------------------------------- | ------------------- | ------------------------------------------------------------ |
| Gera 77' Jović 86' Kapič 57' Dragóner 79' | (0 – 0) Jegyzőkönyv | Tokody 73' Vanczák 13' Rósa D. 67' Simek 74' Németh 76′, 83′ |

| Üllői út, Budapest Nézőszám: 8 600 Játékvezető: Megyebíró János (magyar) |

| 26. forduló (rájátszás) 2003. április 26. |

| Újpest             | 0 – 3   | Debreceni VSC                                |
| ------------------ | ------- | -------------------------------------------- |
| Juhár 31' Boér 88' | (0 – 1) | Ilie 24' 76' 80' 14' Vincze 35' Sketiani 66' |

| Megyeri út, Budapest Nézőszám: 2 026 Játékvezető: Szarka Zoltán (magyar) |

| 27. forduló (rájátszás) 2003. május 4. |

| MTK Hungária                                 | 1 – 2   | Újpest                                                                          |
| -------------------------------------------- | ------- | ------------------------------------------------------------------------------- |
| Carlos 50' 65' Molnár 42' Lita 80' Madar 90' | (0 – 1) | Tamási 42' Rósa D. 70' Szélesi 35' Farkas 44' Juhár 55' Vanczák 83' Horváth 84' |

| Hidegkuti Nándor Stadion, Budapest Nézőszám: 1 500 Játékvezető: Fábián Mihály (magyar) |

| 28. forduló (rájátszás) 2003. május 10. |

| Siófok FC                         | 2 – 3   | Újpest                                                            |
| --------------------------------- | ------- | ----------------------------------------------------------------- |
| Csordás 37' Fülöp 86' Pusztai 56' | (1 – 2) | Kovács 23' Simek 25' Horváth 49' Tamási 56' Cseri 75' Szélesi 77' |

| Révész Géza utcai stadion, Siófok Nézőszám: 4 000 Játékvezető: Kiss Béla (magyar) |

| 29. forduló (rájátszás) 2003. május 14. |

| Újpest                                 | 3 – 1   | Győri ETO                       |
| -------------------------------------- | ------- | ------------------------------- |
| Horváth 39' 52' Szélesi 76' Tokody 41' | (1 – 0) | Bajevszki 56' Geri 60' Füzi 75' |

| Megyeri út, Budapest Nézőszám: 1 695 Játékvezető: Megyebíró János (magyar) |

| 30. forduló (rájátszás) 2003. május 17. |

| Újpest                          | 0 – 0               | Ferencváros |
| ------------------------------- | ------------------- | ----------- |
| Kovács 3' Juhár 12' Vanczák 69' | (0 – 0) Jegyzőkönyv | Zováth 65'  |

| Szusza Ferenc Stadion, Budapest Nézőszám: 4 785 Játékvezető: Makai János (magyar) |

| 31. forduló (rájátszás) 2003. május 24. |

| Debreceni VSC                         | 2 – 0   | Újpest                                 |
| ------------------------------------- | ------- | -------------------------------------- |
| Böőr 63' 80' Szekeres 70' Bernáth 65' | (0 – 0) | Farkas 49' Rósa D. 57′, 65′ Tamási 70' |

| Oláh Gábor utcai stadion, Debrecen Nézőszám: 6 000 Játékvezető: Solymosi Péter (magyar) |

| 32. forduló (rájátszás) 2003. május 30. |

| Újpest | 0 – 1   | MTK Hungária |
| ------ | ------- | ------------ |
|        | (0 – 1) | Juhász 34'   |

| Szusza Ferenc Stadion, Budapest Nézőszám: 2 044 Játékvezető: Szarka Zoltán (magyar) |

#### A végeredmény (Felsőház)
| # | Csapat                  | J  | Gy | D  | V  | Rg | Kg | Gk  | P  | Megjegyzés                              |
| - | ----------------------- | -- | -- | -- | -- | -- | -- | --- | -- | --------------------------------------- |
| 1 | MTK Hungária            | 32 | 20 | 6  | 6  | 59 | 34 | +25 | 66 | Bajnok, 2003–2004-es BL 2. selejtezőkör |
| 2 | Ferencvárosi TC         | 32 | 19 | 7  | 6  | 50 | 24 | +26 | 64 | 2003–2004-es UEFA-kupa selejtező        |
| 3 | Debreceni VSC-MegaForce | 32 | 13 | 14 | 5  | 57 | 38 | +19 | 53 | 2003–2004-es UEFA-kupa selejtező        |
| 4 | Újpest FC               | 32 | 15 | 7  | 10 | 54 | 41 | +13 | 52 |                                         |
| 5 | Siófok FC               | 32 | 12 | 11 | 9  | 46 | 44 | +2  | 47 |                                         |
| 6 | Győri ETO FC            | 32 | 9  | 9  | 14 | 41 | 50 | -9  | 36 | 2003-as Intertotó-kupa                  |

#### Eredmények összesítése
Az alábbi táblázatban összesítve szerepelnek az Újpest FC 2002/03-as bajnokságban elért eredményei.
| Ősz/tavasz (forduló)    | Otthon | Otthon | Otthon | Otthon | Otthon | Otthon | Otthon | Idegenben | Idegenben | Idegenben | Idegenben | Idegenben | Idegenben | Idegenben |
| Ősz/tavasz (forduló)    | M      | GY     | D      | V      | LG–KG  | GK     | P      | M         | GY        | D         | V         | LG–KG     | GK        | P         |
| ----------------------- | ------ | ------ | ------ | ------ | ------ | ------ | ------ | --------- | --------- | --------- | --------- | --------- | --------- | --------- |
| Őszi szezon (1–17.)     | 9      | 5      | 2      | 2      | 18–11  | +7     | 17     | 8         | 4         | 1         | 3         | 19–15     | +4        | 13        |
| Tavaszi szezon (18–32.) | 7      | 2      | 3      | 2      | 6–6    | 0      | 9      | 8         | 4         | 1         | 3         | 11–9      | +2        | 13        |
| Összesen (1–32.)        | 16     | 7      | 5      | 4      | 24–17  | +7     | 26     | 16        | 8         | 2         | 6         | 30–24     | +6        | 26        |

## Külső hivatkozások
- Az Újpest FC hivatalos honlapja (magyarul)
- Újpest szurkolói portál